# ГЕС Квістфорсен
ГЕС Квістфорсен (швед. Kvistforsens kraftstation) – гідроелектростанція на півночі Швеції. Знаходячись після ГЕС Селсфорс, становить нижній ступінь каскаду на річці  Шеллефтеельвен, яка впадає у Ботнічну затоку Балтійського моря приблизно посередині між містами Умео та Лулео. 
В межах проекту річку перекрили греблею висотою 30 метрів, яка утримує водосховище з площею поверхні 2,5 км2 та периметром 17 км, в якому припускається коливання рівня поверхні між позначками  51,2 та 52,7 метра НРМ.
Від сховища по правобережжю Шеллефтеельвен прямує дериваційний канал довжиною 4,9 км, котрий постачає ресурс до підземного машинного залу. Останній обладнаний двома турбінами типу Каплан загальною потужністю 140 МВт, які при напорі у 51 метр забезпечують виробництво 0,6 млрд млн кВт-год електроенергії на рік.
Відпрацьована вода повертається в Шеллефтеельвен по відвідному тунелю довжиною 0,4 км.